# Hans Pflug-Franken
Hans Pflug-Franken (* 14. Mai 1899 in Fürth als Hans Pflug; † 31. März 1977 in Eckersmühlen) war ein deutscher Journalist und Schriftsteller. 

## Leben und Wirken
Er war der Sohn des Lageristen Georg Pflug. Nach dem Ersten Weltkrieg schloss er die Schule ab und ging auf Wunsch der Eltern an das Lehrerseminar in Schwabach, das er schon bald abbrach, um beim Arbeiterdichter Karl Bröger eine Lehre als Zeitungsredakteur anzutreten. Später spezialisierte er sich auf Feuilletons und schrieb für verschiedene Zeitungen in Nürnberg und Fürth. Daneben verfasste er auch Gedichte und erhielt ab 1918 mehrfach den Vorläufer des „Kulturpreises der Stadt Nürnberg“ verliehen.
1935 wechselte Pflug als Feuilletonredakteur zur Zeitung "Der Mitteldeutsche" nach Magdeburg, wo er auch den Zusatz Pflug-Franken annahm. Nach kurzer Zeit wurde er 1938 freischaffender Mitarbeiter für verschiedene Zeitungen und Zeitschriften und ließ sich in Herrsching am Ammersee nieder. Im Zweiten Weltkrieg wurde er zur Wehrmacht einberufen und geriet in französische Kriegsgefangenschaft. Nach seiner Entlassung konnte er an seine Erfolge vor dem Weltkrieg anknüpfen. Er baute die „Nordbayerische Zeitung“ in Nürnberg auf, für die er bis 1951 als Feuilletonleiter tätig war, bevor er sich erneut selbständig machte und als freier Theater- und Kunstkritiker der „Nürnberger Nachrichten“ und „Erlanger Nachrichten“ sowie Schriftsteller arbeitete.
1977 erhielt er das Bundesverdienstkreuz am Bande.

## Publikationen (Auswahl)
- Eines Lebens Sprache. Gedichte. Bayreuther Druckerei und Verlags-Anstalt, Bayreuth 1918.
- Die Letzten von Insk, Zentralverlag der NSDAP, Franz Eher Nachf., München 1939.
- Das Fahnenbuch. München, 1941.
- Der Sommer geht. In: Nationalsozialistische Monatshefte, 1942, Heft Juni, S. 37.
- Das Wetter naht. In: Nationalsozialistische Monatshefte, 1942, Heft Juni, S. 38.
- Geschenk des Morgens. In: Nationalsozialistische Monatshefte, 1942, Heft Juni, S. 39.
- Ukrainische Kirche. In: Nationalsozialistische Monatshefte, 1942, Heft Juni, S. 40.
- Gedichte eines Soldaten. Zentralverlag der NSDAP, Franz Eher Nachf., München 1943.